# کرایسلر کلاس ای

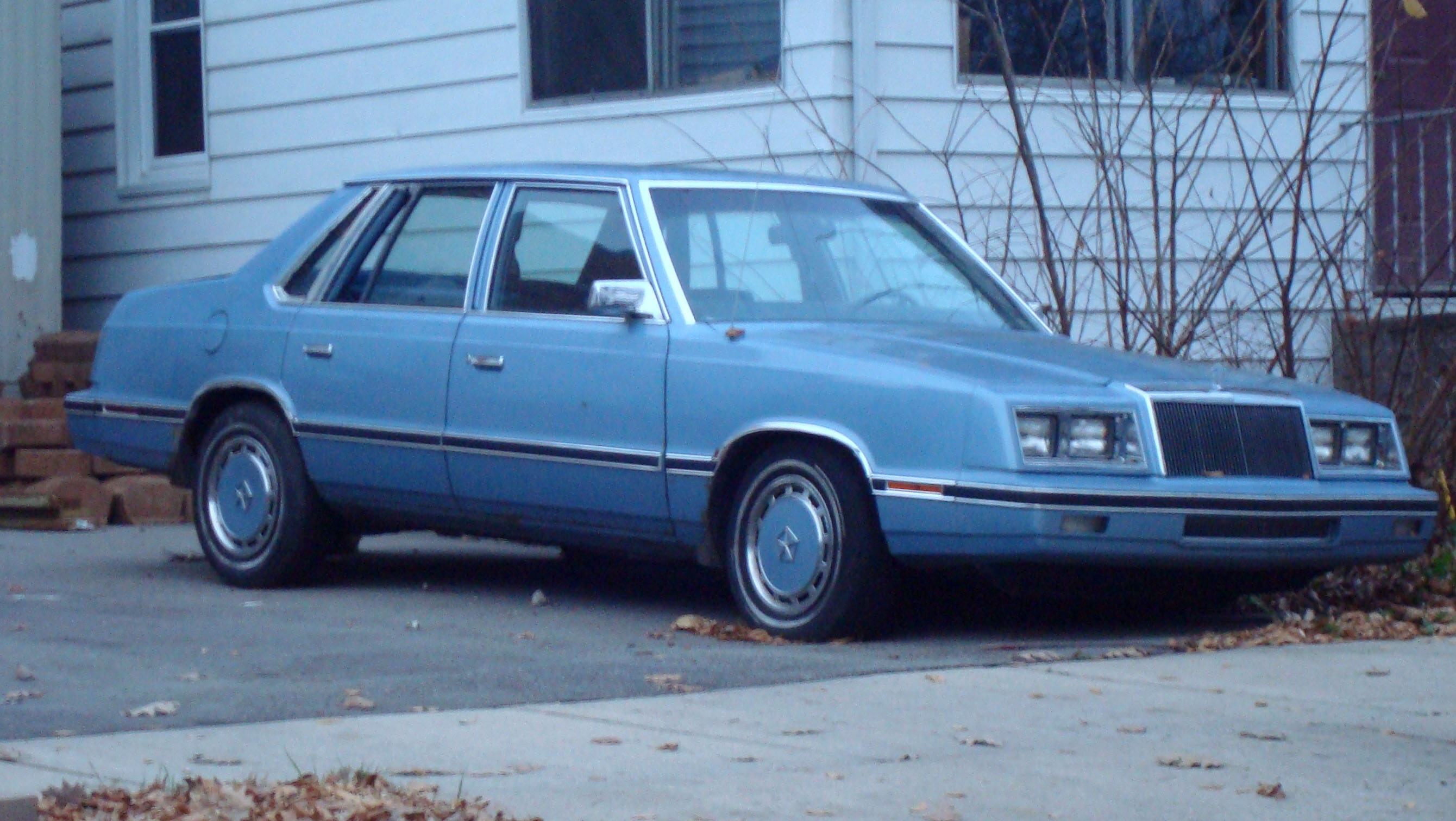

کرایسلر کلاس ای (Chrysler E-Class) نام یک اتومبیل ساخت شرکت کرایسلر است که در سال‌های ۱۹۸۳ تا ۱۹۸۴تولید شده‌است. 
این خودرو در کلاس خودرو سایز متوسط قرار گرفته و طراحی آن خودروهای موتور جلو-محور جلو بوده است. سیستم جعبه‌دندهٔ آن ۳ دنده به صورت خودکار است.